# Kolonel Dusartplein
Het Kolonel Dusartplein is een plein gelegen aan de kleine ring ten noorden van het stadscentrum van de Belgische stad Hasselt, provincie Limburg.
Het plein ligt dicht in de buurt van de Provinciale Bibliotheek Limburg en de Oude Gevangenis (Universiteit Hasselt).

## Geschiedenis
Het plein ontstond als mars- en verzamelplaats voor de inmiddels afgebroken Kolonel Dusartkazerne die ten noorden van het plein lag. Tot 1919 droeg het plein de naam Wapenplein (in het Frans: Place d'Armes, op zijn Hasselts: Plasdam). Daarna werd de naam gewijzigd in Martelarenplein als eerbetoon aan de 20 slachtoffers die tijdens de Eerste Wereldoorlog op de binnenplaats van de kazerne werden gefusilleerd. Op 30 oktober 1922 kreeg het plein zijn huidige en definitieve naam die het dankt aan kolonel Charles Dusart die hier op 29 juli 1914 het 11e Linieregiment verzamelde om tegen de Duitsers te gaan vechten.

## Het plein nu
Na de afbraak van de Kolonel Dusartkazerne werd het plein autovrij gemaakt en verhuisde de parkeerplaats, die inmiddels op het plein ontstaan was, naar de terreinen van de vroegere kazerne.
Sindsdien worden op het plein regelmatig evenementen georganiseerd. Zo wordt tweemaal per week, op dinsdag en vrijdag, de markt georganiseerd en is er elke zaterdag een antiek- en rommelmarkt. Elk jaar in september is er in Hasselt kermis op het Kolonel Dusartplein. Elke winter wordt een winterdorp met schaatspiste aangelegd. Sportmanifestaties krijgen hun begin of einde aan het plein (onder meer Dwars door Hasselt). Om de zeven jaar vindt hier ook de Virga Jesseommegang plaats.
Onder het plein bevindt zich een parkeergarage van Q-Park.
Het is een drukbezochte plaats met veel horeca-aangelegenheden en een grote bushalte.

## Ontwikkeling van het plein
Momenteel is er sprake van een groot prestigieus nieuwbouwproject aan het plein. Vestio ontwikkelt 2 woonblokken, die samen 37 nieuwe appartementen zullen bieden. Uniek aan dit project, is de architectuur. De hoge gebouwen vormen met de sokkel een verticale kolom, die lijkt op een boek op een boekenplank. Het project draagt daarom ook de naam "Books". Het complex gaat de schakel vormen tussen een bruisend evenementenplein en het hart van de binnenstad van Hasselt.

## Monumenten aan het plein
Tot de belangrijkste monumenten aan dit plein behoren:
- Provinciaal Gedenkteken voor Limburgers gestorven voor het Vaderland
- Leopold II-monument
- Neoclassicistisch herenhuis aan Kolonel Dusartplein 20